# Zhu (Schlaginstrument)
Zhu (chinesisch 柷, Pinyin zhù; Wade-Giles chu), deutsch auch Schlagkasten, ist ein seit der Vor-Qin-Zeit bekanntes traditionelles chinesisches hölzernes Schlaginstrument. In der Klassifikation der Acht Klänge (bayin) wird das Aufschlagidiophon den Holzinstrumenten zugerechnet. Bereits im Kapitel Yi Ji (益稷 – „Yi und Ji“) des Buches der Urkunden (Shangshu) wird der Schlagkasten erwähnt.
Es ist ein sich nach oben weitender Kasten mit trapezförmigen Seitenwänden; der Klang wird mit einem Schlägel erzeugt, der an seine Innenwand geschlagen wird. Das Instrument wurde in der höfischen Sakralmusik (yǎyuè) eingesetzt und zu Anfang gespielt. Es ist auch in der koreanischen Ritualmusik bekannt, in Korea trägt es den Namen ch’uk. 